# Miroslav Polák
Miroslav Polák (* 1966) ist ein ehemaliger tschechoslowakischer Skispringer.

## Werdegang
Sein erstes internationales Springen bestritt Polák mit dem Start bei den Junioren-Weltmeisterschaften 1984 in Trondheim. Er erreichte dabei auf der Normalschanze (K80) die Bronzemedaille.
Am 30. Dezember 1984 sprang Polák erstmals im Skisprung-Weltcup. Im Laufe der Vierschanzentournee 1984/85 konnte er seine Leistung stetig steigern und konnte in Bischofshofen erstmals mit dem 13. Platz Weltcup-Punkte gewinnen. Bei der Nordischen Skiweltmeisterschaft 1985 in Seefeld in Tirol sprang Polak auf der Normalschanze auf den 17. und auf der Großschanze auf den 16. Platz. Im Teamspringen erreichte er gemeinsam mit Jiří Parma, Pavel Ploc und Martin Švagerko den 4. Platz. In den Weltcup-Springen nach der Weltmeisterschaft in St. Moritz und Štrbské Pleso erreichte er jeweils einen Platz unter den besten zehn. Zum Ende der Saison 1984/85 belegte er den 26. Platz in der Weltcup-Gesamtwertung. Nach einer erfolglosen Vierschanzentournee 1985/86 zog er sich für 4 Jahre aus dem Weltcup zurück. 1989 und 1990 bestritt er noch einmal drei Weltcup-Springen, blieb jedoch ohne große Erfolge und beendete daraufhin nach der Weltcup-Saison 1989/90 seine aktive Skisprungkarriere.